# 라인 폭포
라인 폭포(독일어: Rheinfall)는 스위스 샤프하우젠주와 취리히주 경계 지점에 위치한 유럽 최대의 폭포이다. 높이 23m, 폭 150m이며 겨울철 평균 유속 250 m³/s, 여름철 평균 유속 600 m³/s이다.

라인 폭포 - Rheinfall
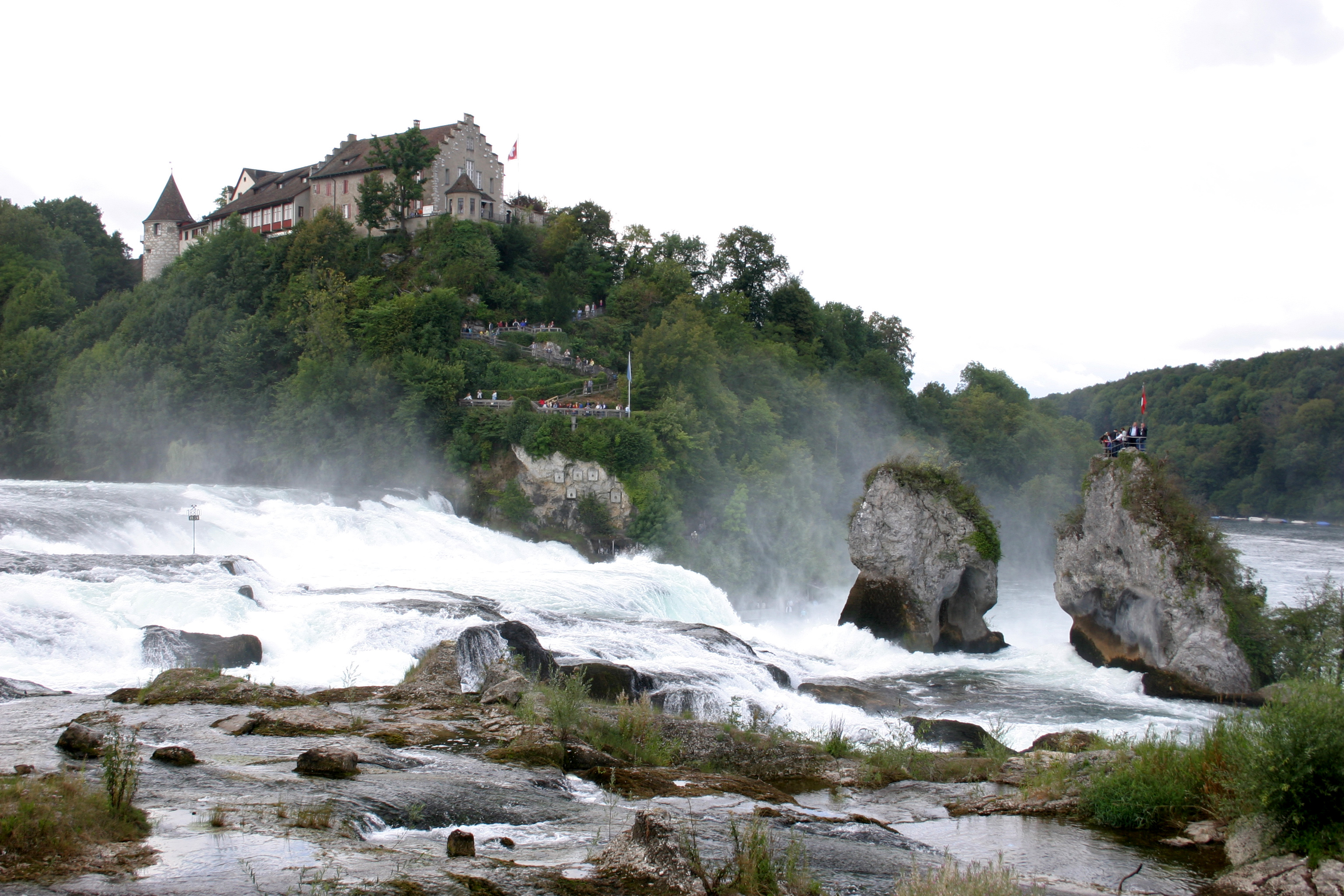
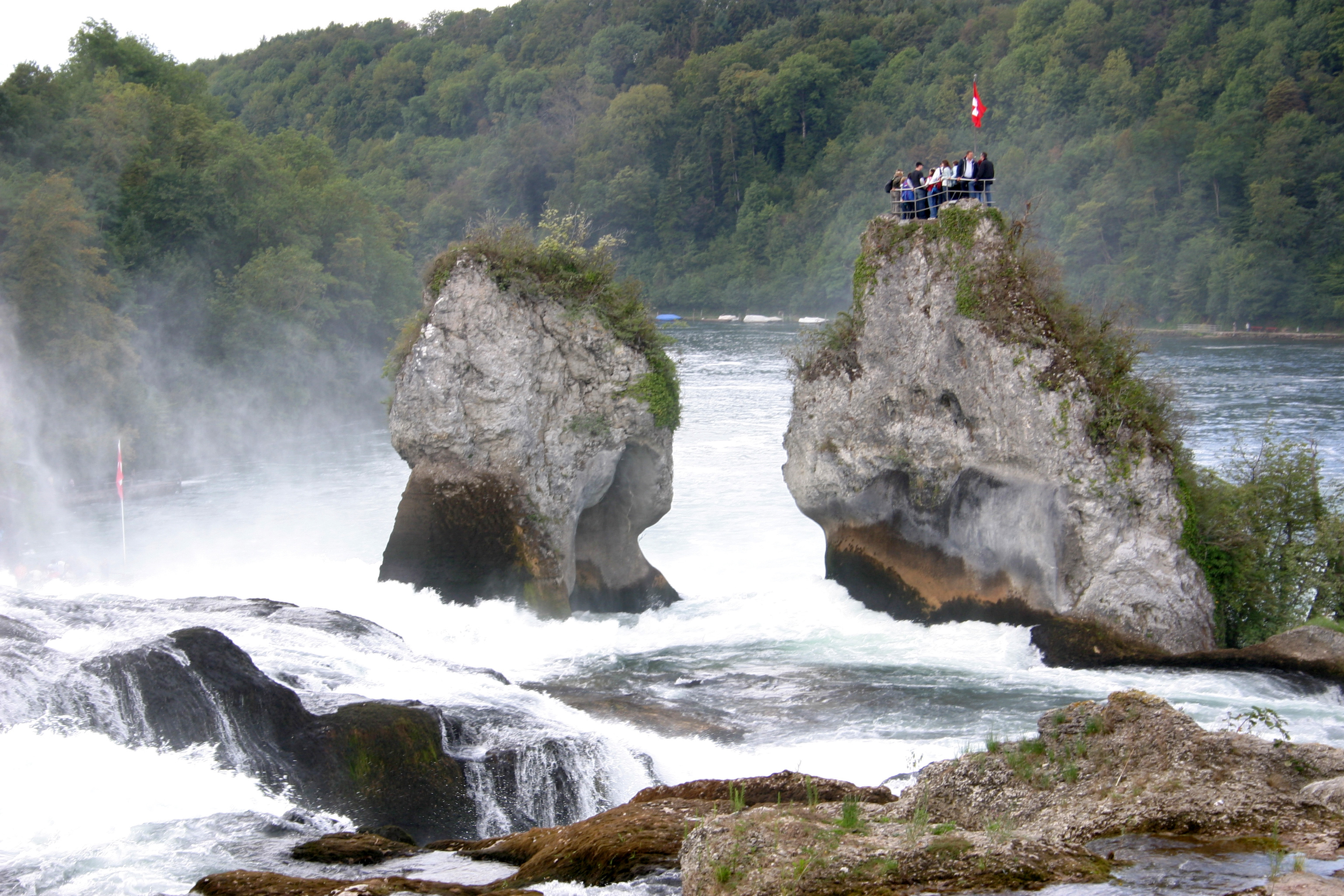
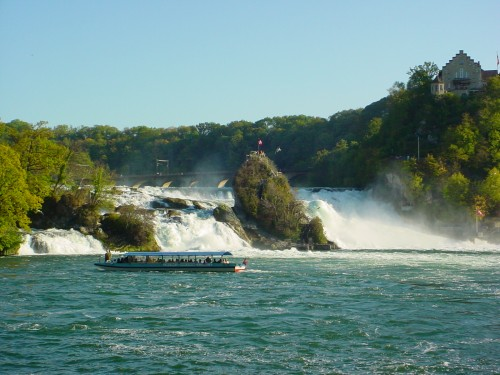
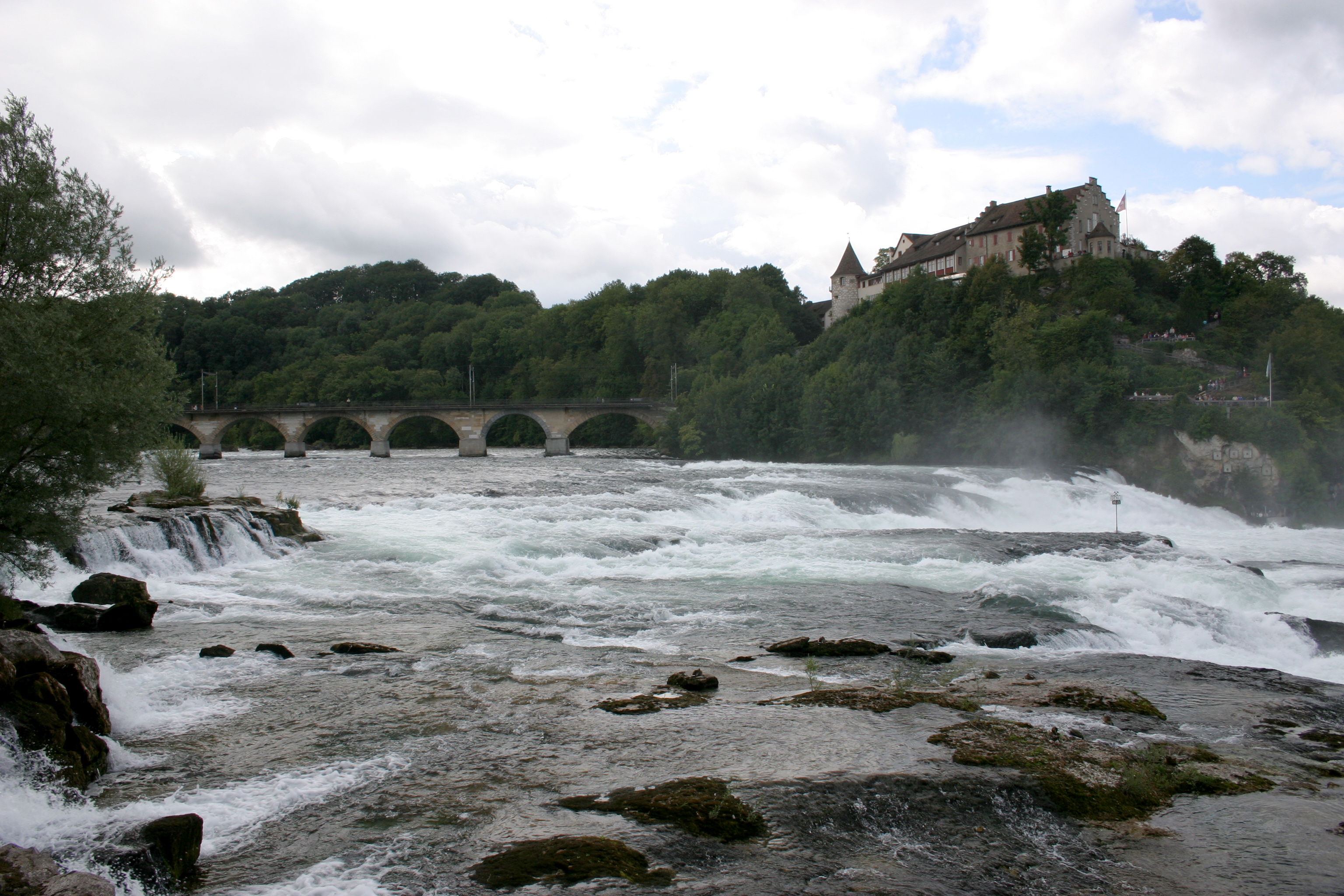
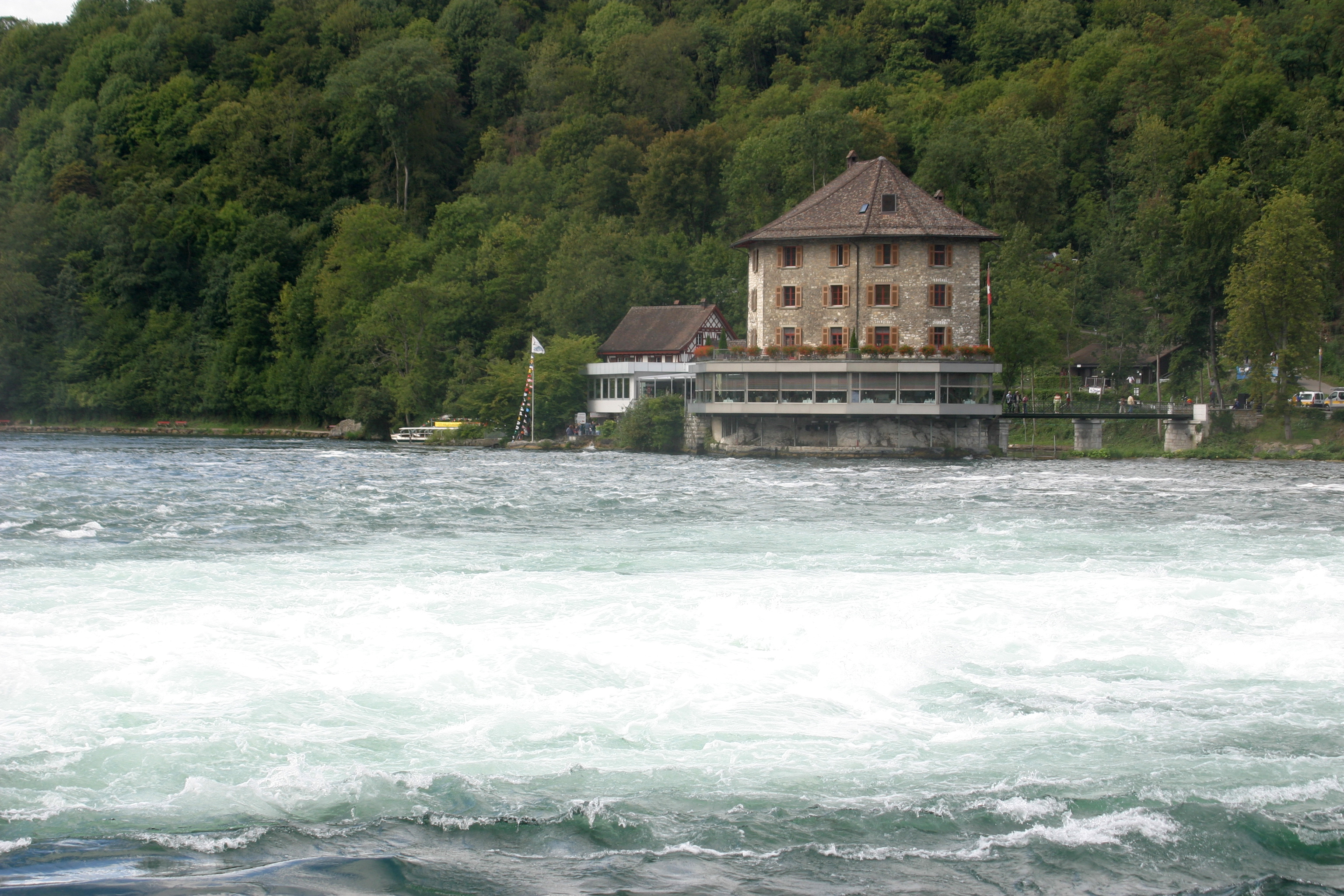
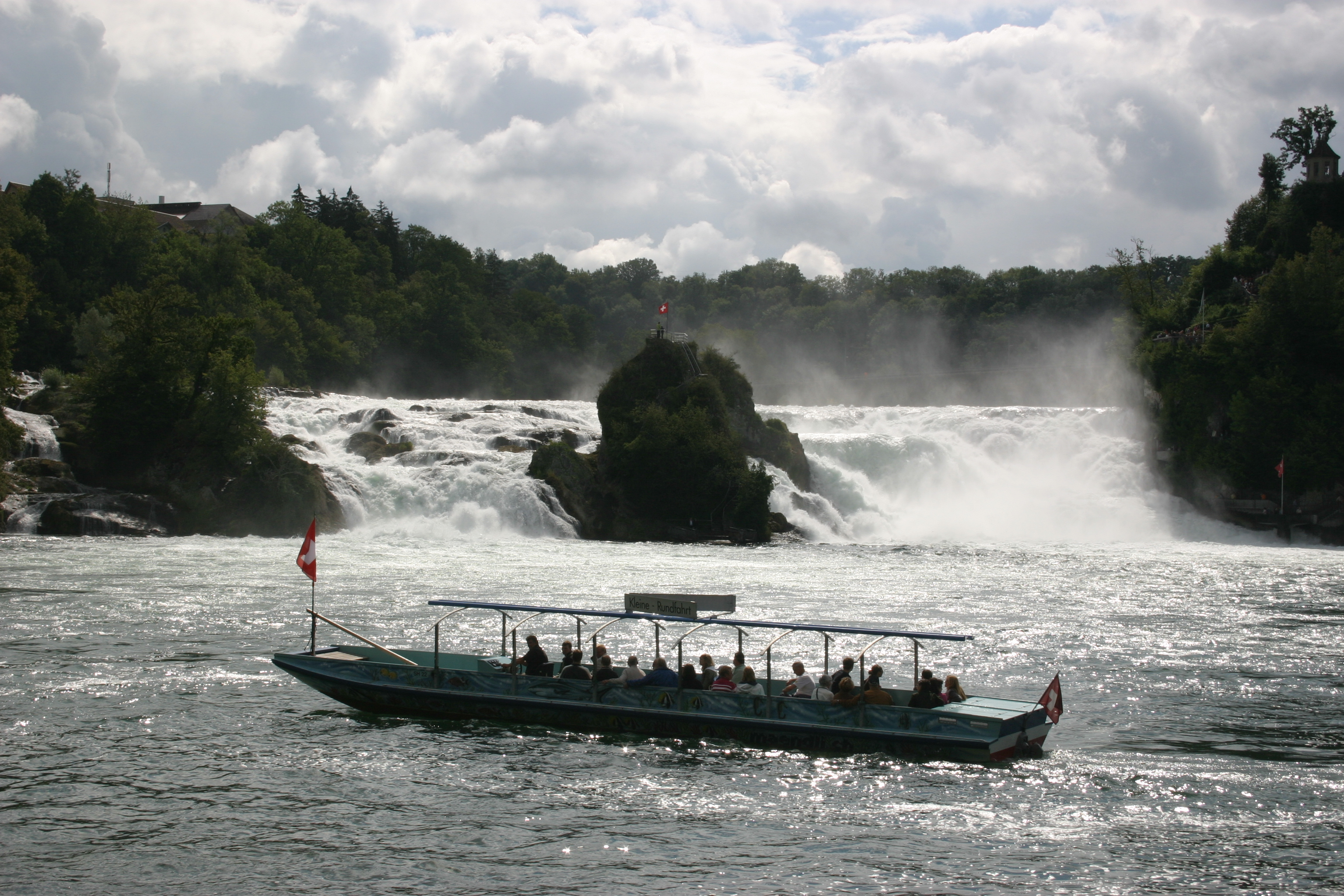